# Arnold Masin
Arnold Wiktor Masin (Staszów; 6 de Abril de 1977 — ) é um político da Polónia. Ele foi eleito para a Sejm em 25 de Setembro de 2005 com 4168 votos em 10 no distrito de Piotrków Trybunalski, candidato pelas listas do partido Liga Polskich Rodzin.